# Кравчина
Кравчи́на — назва запорізького козачого війська, зібраного Наливайком наприкінці XVI століття. Припускають, це пов'язане з тим, що отаман був кравцем або сином кравця.
«Кравчина» — військо, ватажок, отаман запорізьких козаків у козацьку добу (наприкінці XVI — XVII ст.ст., «кравчина» — назва гайдамацьких загонів у XVIII столітті, зокрема загону Гната Голого, який діяв у Чорному лісі (верхів'я р. Інгул) і який захопив Чигирин, Таращу, Умань, «кравчина» — козацьке братство, ділка війська.
«Кравчина запорізька»:
«Ой з города Немирова: Хмара виходила,
А кравчина запорізька: До Хотин спішила.
А в Хотині добрі люди: Самі себе знали: Та польського пана Яна: До себе їднали.
Та не тільки що поляків: До себе їднали — : Ще й супроти Хмельницького: Й одного з ним стали»… — рядки зі старовиної козацької пісні.
«Кравчина» — військо славне запорізьке, тому і читаємо у Тараса Шевченка — : «Встає хмара з-за Лиману,
А другая з поля;
Зажурилась Україна — : Така її доля!
Зажурилась, заплакала,
Як мала дитина.
Ніхто її не рятує…
Козачество гине;
Гине слава, батьківщина;
Немає де дітись;
Виростають нехрещені: Козацькії діти;
Кохаються невінчані;
Без попа ховають;
Запродана жидам віра,
В церкву не пускають!
Як та галич поле крив,
Ляхи, уніати: Налітають, — нема кому: Порадоньки дати.
Обізвався Наливайко — : Не стало кравчини!
Обізвавсь козак Павлюга: За нею полинув!»… — Тарас Шевченко «Тарасова ніч», 1840 рік.
У першому виданні Кобзаря за 1840 рік було — «кравчина», але згодом — в наступних виданнях творів Шевченка редактори почали вперто змінювати шевченківський текст і змінювати авторську «кравчину» на… «Кравчину».
«Ой, ще не світ, ой, ще не світ, ой, ще не світає,
А вже Гнатко з кравчиною коники сідлають.
Заїхали в нову корчму меду-вина пити.
Назбігались вражі ляхи, — хотіли побити», — рядки з пісні, «що кобзарі й до наших часів співають в Україні» — засвідчив у XIX столітті український письменник, автор численних прозових творів про вікопомну героїку Запорозької Січі, автор відомого «Оповідання про славне військо запорозьке низове» — історик Адріан Кащенко (1858—1921).

## Виноски
1. ↑  Кравчина // Великий тлумачний словник сучасної української мови (з дод. і допов.) / уклад. і гол. ред. В. Т. Бусел. — 5-те вид. — К. ; Ірпінь : Перун, 2005. — ISBN 966-569-013-2.
2. ↑  Етимологічний словник української мови : в 7 т. / редкол.: О. С. Мельничук (гол. ред.) та ін. — К. : Наукова думка, 1989. — Т. 3 : Кора — М / Ін-т мовознавства ім. О. О. Потебні АН УРСР ; укл.: Р. В. Болдирєв та ін. — 552 с. — ISBN 5-12-001263-9.
3. ↑  Гілка, загін війська.
4. ↑  М. П. Драгоманов — Т. Шевченко в чужій хаті його імені" («Кобзарь Тараса Шевченка». Видання Товариства імені Шевченка, ч. І—II, у Львові, 1893).
5. ↑  Записала 1999 року В. Ралдугіна в с. Кудлаї Немирівського району Вінницької області від А. Гордієнка.